# ۱۱۷۳ (قمری)
۱۱۷۳ (قمری)، هزار و صد و هفتاد و سومین سال در گاهشماری هجری قمری است. اول محرم این سال برابر با بیست و پنجم اوت سال ۱۷۵۹ میلادی است.